# Коновалов, Георгий Ефимович

Памятная доска в Ростове-на-Дону

Георгий Ефимович Коновалов (5 мая 1913, Ростов-на-Дону, область Войска Донского — 29 ноября 1996, Ростов-на-Дону) — советский государственный деятель. В 1961—1973 годах — председатель исполнительного комитета Ростовского-на-Дону городского совета.

## Биография
Родился 5 мая 1913 года в городе Ростов-на-Дону Ростовского уезда Екатеринославской губернии Российской империи.
22 ноября 1939 года (по другим данным — в октябре 1939 года) был призван в Пролетарском районном военном комиссариате Ростовской области Российской Советской Федеративной Социалистической Республики Союза Советских Социалистических Республик.
Проходил службу в 1-м зенитно-прожекторном полку Московского фронта Войск противовоздушной обороны Вооружённых сил Союза Советских Социалистических Республик в званиях рядового, младшего сержанта и должности секретаря партийной организации роты.
После начала Великой Отечественной войны получил звание младшего политического руководителя и должность политического руководителя роты.
После победы в битве за Москву был направлен на курсы командного состава, после окончания которых получил звание старшего лейтенанта и был назначен командиром роты 26-го отдельного зенитно-прожекторного батальона 5-го корпуса Северного фронта Войск противовоздушной обороны.
В качестве командующего ротой участвовал в битве за Москву, битве при Ельце, Брянской операции, Лодзинской операции, Боевых действиях по удержанию и расширению плацдарма в районе Кюстрина, Берлинской наступательной операции (в составе 1-го Белорусского фронта).
В 1945 году демобилизован.
В 1952 году избран секретарём Пролетарского районного комитета Коммунистической Партии Советского Союза.
В 1954 году избран секретарём Ростовского-на-Дону городского комитета.
В 1961—1973 годах работал Председателем исполнительного комитета Ростовского-на-Дону городского совета.

## Награды

### НаградыРоссийской Федерации
- Почётное звание «Почётный гражданин Ростова-на-Дону»[1][2].

### Награды Союза Советских Социалистических Республик
- Орден Красного Знамени[1];
- Орден Отечественной войны II степени[1][3];
- Орден Красной Звезды[1][3];
- Два Ордена «Знак Почёта»[1];
- Медаль «За оборону Москвы»[3];
- Медаль «За победу над Германией в Великой Отечественной войне 1941—1945 годов»[3].